# Kleine Pieninen

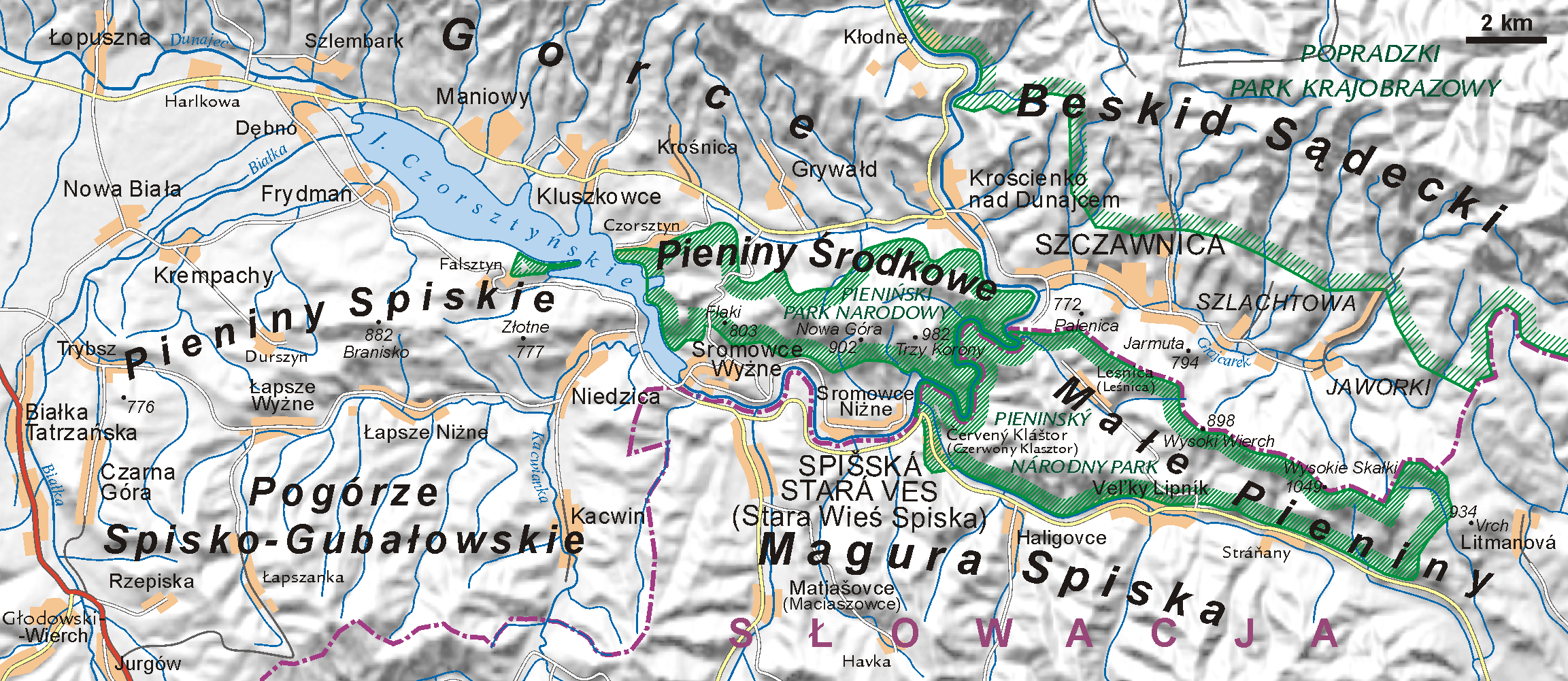
Zipser Pieninen im Westen (Polnische Zips), Mittlere Pieninen und im Osten Kleine Pieninen mit polnisch-slowakischer Staatsgrenze und (grün) Grenze des Nationalpark Pieninen in beiden Ländern.

Die Kleinen Pieninen (slowakisch Malé Pieniny, polnisch Małe Pieniny) sind ein Gebirge im Gebirgszug der Pieninen in der polnischen Woiwodschaft Kleinpolen im Kreis Powiat Nowotarski in der Gemeinde Szczawnica und zum größeren Teil in der südlich benachbarten Slowakei, Prešovský kraj, Okres Stará Ľubovňa

## Lage
Das Gebirge liegt nördlich der Zipser Magura, südlich der Sandezer Beskiden (Grenze ist der Gebirgsfluss Grajcarek) und östlich der Mittleren Pieninen (Grenze ist der Dunajec-Durchbruch), im Gebirgszug der Pieninen. Es hat den Charakter eines Mittelgebirges. Die höchste Erhebung stellen mit 1050 m. ü.N.N. die Wysokie Skałki dar.

## Geologie
Die Kleinen Pieninen bestehen zu einem großen Teil aus Kalkstein aus dem Jura. Zerklüftete Kalkfelsen findet man insbesondere an ihrem Nordrand.

## Natur
Das Gebirge hat eine reiche Flora und Fauna. Auf der slowakischen Seite befindet sich der Nationalpark Pieninen in den Kleinen Pieninen. Auf der polnischen Seite liegen die Kleinen Pieninen außerhalb des Nationalpark Pieninen. In den Kleinen Pieninen befinden sich jedoch auf polnischer Seite zahlreiche Naturreservate:
- Naturreservat Biała Woda
- Naturreservat Wąwóz Homole
- Naturreservat Wysokie Skałki
- Naturreservat Zaskalskie-Bodnarówka

## Tourismus
Die Kleinen Pieninen sind dicht besiedelt und für den Tourismus erschlossen. Hier befinden sich Kurorte, wie zum Beispiel Szczawnica, Szlachtowa oder Jaworki, sowie Skigebiete, wie zum Beispiel das Skigebiet Palenica oder Skigebiet Jaworki-Homole. Auf die Berge führen Seilbahnen, es besteht ein dichtes Netz an markierten Wanderwegen. Von den Almen ergeben sich weite Rundblicke auf die umgrenzenden Berge bis hin zur Tatra. Auf den Gipfeln gibt es zwei Schutzhütten:
- Orlica-Hütte
- Durbaszka-Hütte

In den Kleinen Pieninen sind zwei größere Skigebiete tätig:
- Skigebiet Palenica in Szczawnica
- Skigebiet Jaworki-Homole in Jaworki

## Nachweise
- Witold Henryk Paryski, Zofia Radwańska-Paryska: Wielka encyklopedia tatrzańska. Wydawnictwo Górskie, Poronin 2004, ISBN 83-7104-009-1

## Panorama

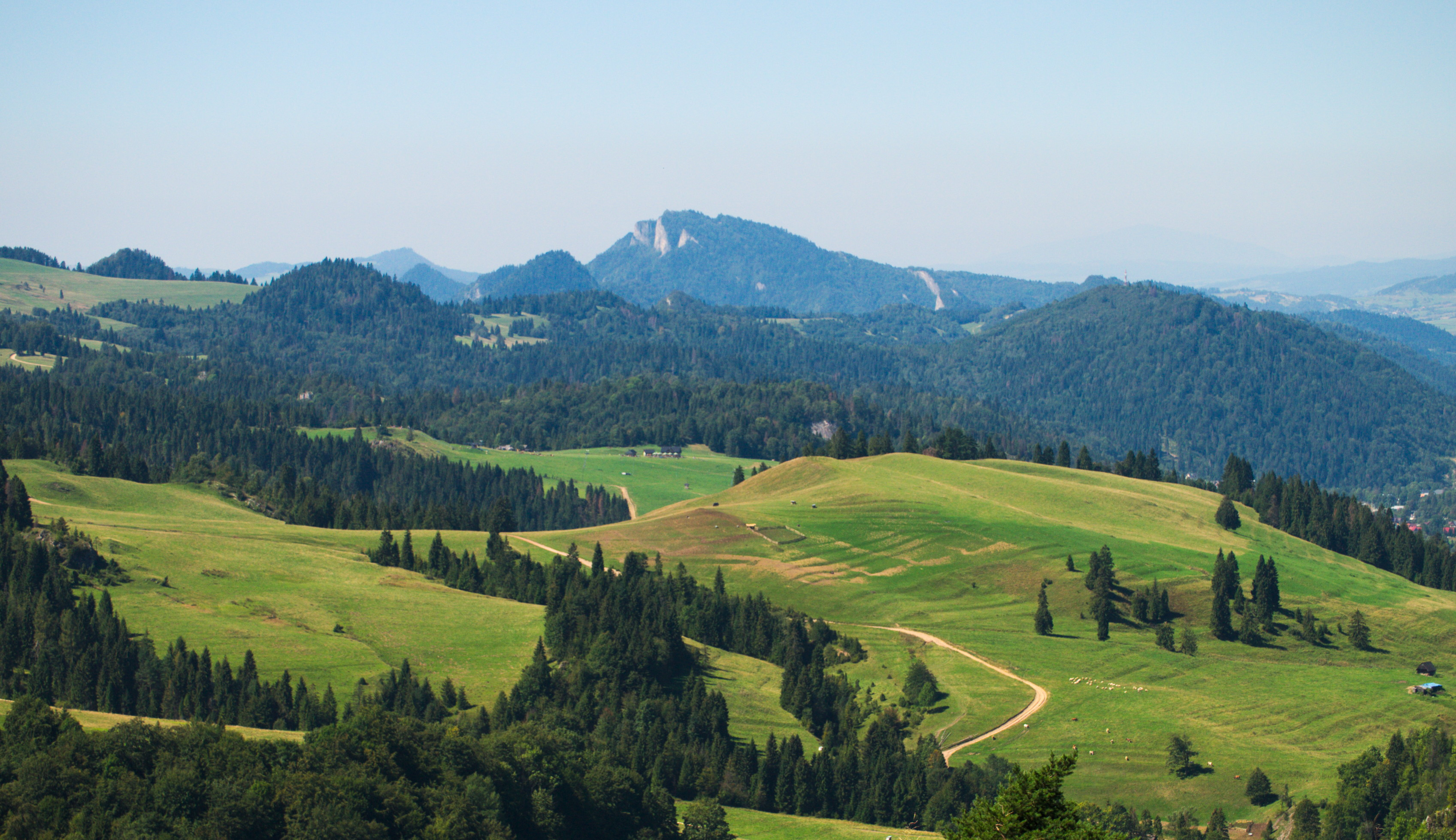
Blick vom Bergpass Przełęcz Rozdziela auf die Kleinen Pieninen mit den Mittleren Pieninen (Trzy Korony) im Hintergrund